# باشگاه فوتبال ووهان تری تاونز
باشگاه فوتبال ووهان تری تاونز یک باشگاه فوتبال در شهر ووهان، هوبئی در کشور چین می‌باشد که در سوپر لیگ فوتبال چین بازی می‌کند. این باشگاه در سال ۲۰۱۳ تأسیس شده‌است.